# Llista de les cascades d'Islàndia

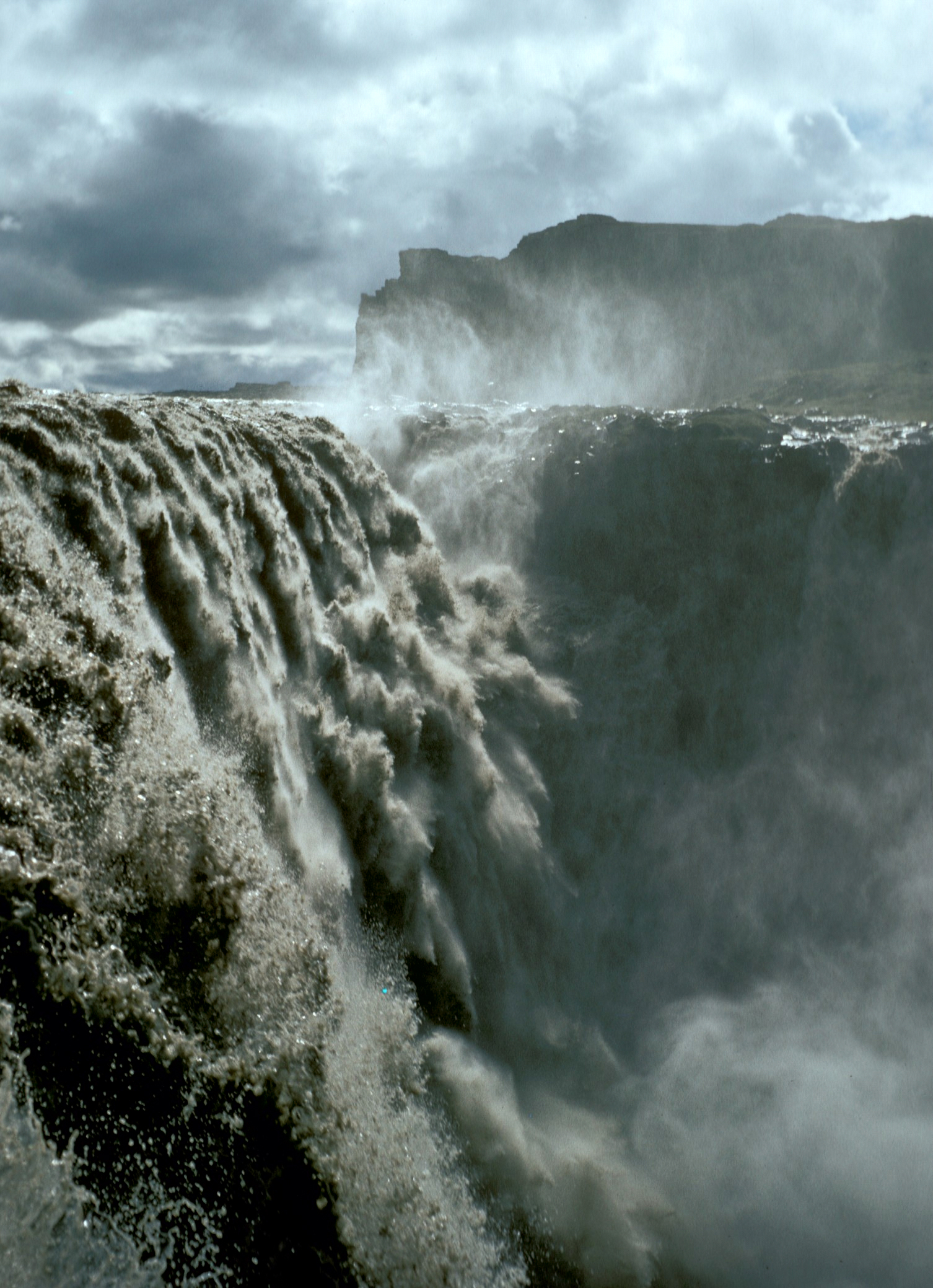
Dettifoss, al nord d'Islàndia

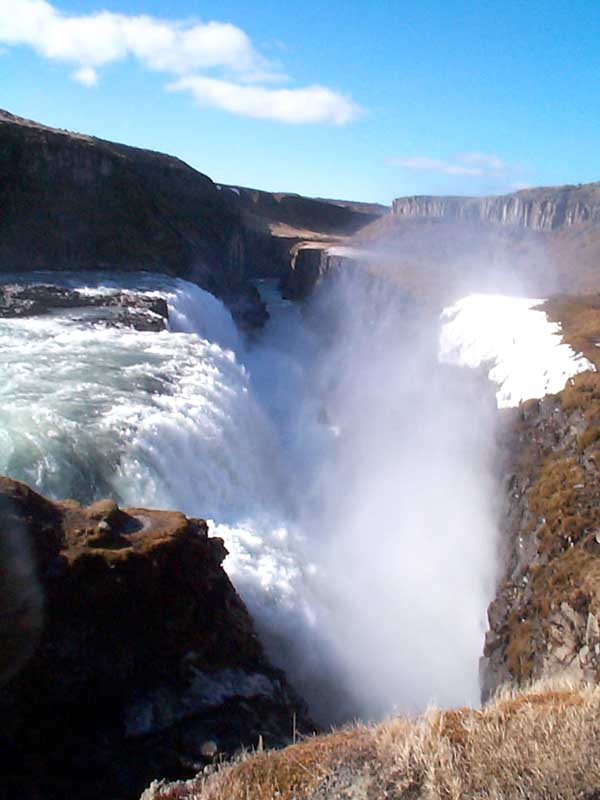
Gullfoss, al sud d'Islàndia

Islàndia té unes condicions inusualment bones per la formació de cascades. Aquest petit país illa té un clima nord-atlàntic caracteritzat per neu i pluja freqüent i una ubicació propera a l'Àrtic, que fa que hi hagi grans glaceres, que en fondre's a l'estiu fan créixer molt els rius. Com a resultat, el país alberga un bon nombre de cascades grans i potents.

## Del nord
- Dettifoss, la cascada més potent d'Islàndia
- Gljúfursárfoss
- Selfoss
- Hafragilsfoss
- Goðafoss
- Aldeyjarfoss

## Del sud
- Faxi O Vatnsleysufoss al riuTungufljót
- Gljúfrafoss
- Gjáin, que té moltes cascades petites
- Gullfoss (cascada daurada)
- Háifoss (cascada alta)
- Hjálparfoss
- Ófærufoss, que solia ser reconegut per l'impressionant arc natural que estava sobre de les cascades, però que va caure l'any 1993
- Seljalandsfoss
- Skógafoss (cascada del bosc)
- Svartifoss (cascada negra) és una de les diverses cascades del Parc Nacional de Skaftafell
- Systrafoss, a Kirkjubæjarklaustur
- Þjófafoss en els camps de lava de Merkurhraun
- Öxarárfoss, al Parc Nacional de Þingvellir
- Fagrifoss, a prop de Kirkjubæjarklaustur
- Morsárfoss, amb els seus 227 metres és la cascada més alta de l'illa, formada per la retirada de la glacera Morsárjökull

## De l'oest
- Barnafossar (cascada dels nens) al riu Hvítá
- Glymur, a l'àrea de Hvalfjörður. Amb 198 metres, constava com la cascada més alta d'Islàndia fins que va ser superada per les cascades de Morsárjökull l'any 2011
- Hraunfossar (cascades de lava), no gaire lluny de Barnafoss

- Dynjandi, anomenada Fjallfoss

## De l'est
- Hengifoss
- Litlanesfoss, rodejada de columnes de basalt, es troba en el camí cap a Hengifoss
- Fardagafoss per Egilsstaðir
- Gufufoss (cascada de vapor) a Seyðisfjörður
- Klifbrekkufossar a Mjóifjörður: una impressionant filera de cascades